# Waubeek (Wisconsin)
Waubeek es un pueblo ubicado en el condado de Pepin en el estado estadounidense de Wisconsin. En el Censo de 2010 tenía una población de 423 habitantes y una densidad poblacional de 12,74 personas por km².

## Geografía
Waubeek se encuentra ubicado en las coordenadas 44°39′56″N 91°58′24″O / 44.66556, -91.97333. Según la Oficina del Censo de los Estados Unidos, Waubeek tiene una superficie total de 33.2 km², de la cual 31.06 km² corresponden a tierra firme y (6.46%) 2.14 km² es agua.

## Demografía
Según el censo de 2010, había 423 personas residiendo en Waubeek. La densidad de población era de 12,74 hab./km². De los 423 habitantes, Waubeek estaba compuesto por el 99.05% blancos, el 0% eran afroamericanos, el 0% eran amerindios, el 0.24% eran asiáticos, el 0% eran isleños del Pacífico, el 0.24% eran de otras razas y el 0.47% pertenecían a dos o más razas. Del total de la población el 0.47% eran hispanos o latinos de cualquier raza.